# Marcelo Rebelo de Sousa
Marcelo Nuno Duarte Rebelo de Sousa (Lisboa, 12 de diciembre de 1948) es un político portugués, presidente de la República Portuguesa desde el 9 de marzo de 2016. Es miembro del Partido Social Demócrata, aunque suspendió su afiliación al partido durante su presidencia. Rebelo de Sousa se desempeñó anteriormente como ministro del gobierno, parlamentario en la Asamblea de la República Portuguesa, jurista, periodista, analista político, profesor universitario de derecho y experto.

## Biografía
Nació el 12 de diciembre de 1948, en Lisboa, Portugal; hijo de Baltazar Rebelo de Sousa, antiguo gobernador colonial de Mozambique y ministro salazarista. Entró a estudiar Derecho en la Universidad de Lisboa en 1966. Rebelo de Sousa, que ingresó en el Partido Social Demócrata en 1974, fue diputado de la Asamblea constituyente (1975-1976). En el VIII Gobierno Constitucional, presidido por Francisco Pinto Balsemão, ejerció primero de secretario de Estado de la Presidencia del Consejo de Ministros desde su nombramiento el 4 de septiembre de 1981, para posteriormente ser nombrado ministro de Asuntos Parlamentarios en junio de 1982.
Tras el resultado de las elecciones legislativas de 1983 formó parte del sector del PSD contrario a alcanzar un pacto de coalición con el Partido Socialista. En diciembre de 1989 su candidatura a la Cámara Municipal de Lisboa fue derrotada por la candidatura del socialista Jorge Sampaio.
Lideró el PSD desde 1996 hasta 1999, cuando aunque recabó el apoyo interno del partido para conformar un gobierno de coalición con el CDS-PP de Paulo Portas bajo el nombre de Alternativa Democrática, renunció al cargo, enterrándose el proyecto y sucediéndole José Manuel Durão Barroso.
Fue candidato en las elecciones presidenciales de Portugal de 2016, comicios que ganó en la primera vuelta con mayoría absoluta. Tomó posesión de su cargo el 9 de marzo del mismo año, convirtiéndose en el séptimo presidente de la República desde la Revolución de los Claveles.
En las elecciones presidenciales de Portugal de 2021 fue reelegido para un segundo mandato, obteniendo en primera vuelta una mayoría absoluta aún más amplia que en 2016.

## Distinciones honoríficas
Portuguesas
- Gran Maestre de las órdenes honoríficas de la República Portuguesa. (9 de marzo de 2016 – presente).
- Comendador de la Orden Militar de Santiago de la Espada (9 de junio de 1994).[16]
- Gran Cruz de la Orden del Infante Don Enrique (9 de junio de 2005).[16]

Extranjeras
- Collar de la Orden de Muhammad (2016)[17]
- Collar de la Orden de Pío IX (2016)[18]
- Gran Cruz de la Legión de Honor (2016)[18]
- Collar de la Orden de Isabel la Católica (2016)[19]
- Banda de la Orden de la República de Serbia (2017)[20]
- Gran Cruz de la Orden del Salvador (2017)[21]
- Orden del León de Oro de la Casa de Nassau (2017)
- Collar de la Orden Mexicana del Águila Azteca (2017)[22]
- Gran Cruz de la Orden del León Neerlandés (2017)
- Gran Cruz adornada con el Gran Cordón de la Orden al Mérito de la República Italiana (2017)[23]
- Collar de la Orden al Mérito de Chile (2017)[24]
- Collar de la Orden de Carlos III (2018)[25]
- Gran Cordón de la Orden de Leopoldo (2018)[26]
- Gran cruz de la Orden de la Corona (2024).

Distinciones
- Llave de Oro de Madrid (2018)[27]